# Legetøjssoldat
Legetøjssoldater er soldater lavet af plast, som man normalt kan købe i små poser eller æsker. Legetøjssoldater er en moderne erstatning for de klassiske tinsoldater, som er både dyrere og vanskeligere at producere. Poserne med plastsoldater indeholder ofte jeeps, kampvogne, fly, både eller areanaer, hvor børnene kan skabe slag. Soldatene er ofte grønne eller grå. Disse farver symboliserer som oftest USA og Tyskland. I dag bliver soldaterne ofte produceret som kloner af Airfix, Matchbox eller andre kendte mærker.